# 假面騎士
《假面騎士》為1971年（昭和46年）4月3日至1973年（昭和48年）2月10日毎週六晚上7:30-8:00於每日放送播出，由東映製作的全98集特攝電視劇，為「假面騎士系列」的首部作品。

## 本作特色
有別於其他特攝系列，假面騎士系列強調主角身為蝗虫改造人而展開的故事。除了維護正義的英雄形象外，劇情亦表現出主角們作為非正常人類時於日常生活中的種種悲哀。其次，假面騎士皮套演員經常於劇中乘坐摩托車於炸爆效果中奔馳及飛躍等畫面為觀看者留下深刻印象，刺激性特效為該系列成功原因之一。另外，主角於轉變為正義英雄形象的時候，都會大喊口號：「變身」、「Henshin」。這個「變身」、「Henshin」口號亦成為了系列的代表句子。無論何時何地，只要看到或聽到這個詞彙都會令人立即聯想起假面騎士系列的Kamen Rider。

## 故事概要
假面騎士1號
本鄉猛是個頭腦精明，運動全能的青年科學家。一日在練習機車的猛，忽然受到幾名神秘女騎士的圍捕，一陣濃霧襲來，四周出現蜘蛛絲把猛纏著，他動彈不得之後更昏倒了。當猛醒過來時，發覺自己被綁在手術台上，眼前出現幾個看似手術人員的人，隱約聽到有關「修卡」與改造人的事，但猛再次昏迷了。一個星期過去猛的改造手術已快接近完成，接著最後的腦部改造，突然有儀器發生爆炸，眾人都逃出手術室。猛知道這是逃走的機會，他一發力就輕輕的掙脫堅實的綑綁，正當他驚訝自己的怪力時，大門突然打開，出現猛的恩師綠川博士。原來失蹤多時的博士也是被修卡所捉，為修卡製造改造人，而剛才的爆炸正是博士所為，博士告訴了猛有關修卡征服世界的野心，兩人便決定一起逃走。但路上卻受到蜘蛛怪人的追迫，猛更跌下懸崖，正當蜘蛛怪人想加害博士時，忽然遠方的懸崖上出現了绿色的人影，腰間擁有一條風車腰帶，頸上的絲巾在風中飄逸，他正是猛變身的「假面騎士1號」。
假面騎士2號
就在立花藤兵衛的新店開張，瀧和藤兵衛兩人卻處於困境，假面騎士忽然出現救走二人。當二人安全回到店舖時，一位神秘的男子出現，自稱為一文字隼人，是一位攝影師，並帶二人找修卡的基地。這時隼人終於表露他的真正身分。他原本被修卡捉往改造，目的是對抗本鄉猛。幸好在腦手術前被本鄉救出，成為「假面騎士2號」。本鄉為了擊破邪惡的修卡勢力而離開日本，所以便由2號取代1號負責守護日本。
結局
其後假面騎士2號遠渡南美洲與修卡周旋，並強化了身體，他知道南美洲的修卡去了日本，隼人也趕回日本，跟本鄉一起合作對抗修卡。

## 用語
假面騎士（Masked Rider）
原文：
修卡（Shocker）
原文：
全名為Sacred Hegemony Of Cycle Kindred Evolutional Realm，可翻譯作循環關係進化領域之神聖霸權。
修卡是一個以世界征服為目的之國際秘密組織，把一些智慧及體力很高的人進行改造成為改造人間，多數稱為怪人。組織紋章是一隻大鷹抓住地球
蓋爾修卡（Gel-Shocker）
原文：
由於修卡怪人接連被假面騎士打敗，於是修卡首領與非洲剛果河上遊的恐怖組織蓋爾達姆團（:原文：）合併，結成蓋爾修卡。由前俄羅斯帝國將軍黑將軍為大幹部指揮。
怪人（Kaijin）
修卡怪人基本上是以生物及人類融合而成，例如蜘蛛男就是由蜘蛛與人類合成的。亦曾出現過古代生物三葉蟲、雪人等，亦曾是無機物。每集由一至兩隻怪人為主，基地會有相關的圖案，例如仙人掌怪人，基地就會有仙人掌圖案。
怪人是經過腦改造，變成忠於修卡黨，其中有少數怪人亦想起以前的記憶。
蓋爾修卡怪人是由兩種類的生物結合而成，例如最初的怪人就有蟹與蝙蝠的能力。
幹部（General）
最初，修卡的日本支部是由首領向怪人直接下命令，下屬有戰鬥員進行作戰任務，但由於假面騎士的出現使作戰進度在各國支部中最慢，最初首領也從外國支部請出有實績的怪人（例如墨西哥支部的仙人掌怪人）到日本，但仍然失敗，最後首領請出中近東支部的佐魯大佐（前納粹黨黨員）出任日本支部指揮官。從此以後，首領調派大幹部掌握日本支部的作戰。
佐魯大佐敗給一文字戰死後，首領調派瑞士支部的死神博士到日本，後來被調派到南美支部，由東南亞支部的地獄大使接替。
幹部這一構想在以後的假面騎士系列被採用。

## 登場人物

### 假面騎士
- 本鄉猛／假面騎士1號

原文：
飾演者：藤 弘
配音：納谷六朗（第9～13集）、市川治（第66、67集配音），（香港：羅偉亮（本篇）、黃志成（劇場版））（香港麗的電視：李學儒）
本作主角，性格既冷靜又熱情的男子，城南大學生化實驗室的科學家，也是一位優秀的賽車手。
擁有著如超人的運動天賦，具有IQ 600的天才智商，因而遭到企圖征服世界的邪惡組織·修卡逮捕，其改造成了擁有蝗蟲能力的改造人，但猛在被大腦改造之前被恩師·綠川博士所救，並從基地逃出。
此後發誓為了守護人類的自由，而化身成「假面騎士1號」與修卡戰鬥。第14話結束時，他阻止修卡的野心而趕去歐洲，直到第40話暫時回到了日本。多次與一文字隼人一同戰鬥，並從第53話開始，代替前往南美與修卡作戰的一文字隼人再次擔任守護日本的使命。
- 一文字隼人／假面騎士2號

原文：
飾演者：佐佐木剛
配音：（香港配音：葉偉麟（本篇））（香港麗的電視：源家祥、梁政平）
本作另一位主角，過去曾是一名自由攝影師，同時也是一名武術大師，擁有柔道6段和空手道5段的資格。因此被邪惡組織·修卡盯上而改造為第二個假面騎士，但在大腦改造之前幸運被本鄉所救，並決定與本鄉共同戰鬥，成為並肩作戰的摯友。
從第14話開始代替出國離開日本的本鄉，為了保護日本而戰鬥，在第52話後為了殲滅修卡支部勢力而前往南美，又由本鄉接替其崗位。此後多次返回日本，以「雙人騎手」的身份協助本鄉戰鬥。

### 協力者
- 立花藤兵衛

飾演者：小林昭二
配音：（香港麗的電視：周永坤）
眾騎士人間體的領導者兼協助者，也是本鄉的賽車手老師，是本作第一個知道本鄉秘密的普通人。
有著樂觀開朗、搞笑幽默的性格，但遇到危險的時候也會毫不猶豫地挺身而出，作為假面騎士的合作者，一邊支持本鄉戰鬥也協助其戰鬥訓練，起初曾經營一家餐廳，但在本鄉離開日本的期間則開了一家摩托車用品店“立花汽車店”，並成立了立花賽車俱樂部。也被一文字、瀧和騎士女郎的成員們當成父親一樣對待，第74話又親自組織“少年騎士隊”並擔任會長，並更加努力地支持騎士們。
瀧和也
飾演者：千葉志郎
第11話首度登場，本鄉猛（假面騎士1號）的競爭對手兼戰友，真實身份是來自美國FBI的特命搜查官，設定為俄克拉荷馬市出生的第三代日裔。
性格堅定、驍勇善戰的青年，為了消滅修卡組織而派來到日本，並在期間與立花藤兵衞、一文字隼人相識，趁着自己婚禮被怪人襲擊的機會第一次參加了戰鬥。隨後便經常與一文字一同合作，且一度成為少年騎士隊的隊長。在第98話中，因完成了在日本殲滅蓋爾修卡的任務後回到美國。
- 綠川弘博士

飾演者：野野村潔
只出現於第1話。他是本鄉在大學任職的生物化學研究所的教授，在第1話被休克綁架而被強迫參與改造人的研究，但知道該組織的真正目的後，救出了即將被大腦改造的本鄉，後來在逃跑過程中被蜘蛛怪人使用而遭到殺害，令其屍體化為泡沫而消失。
- 綠川琉璃子：

飾演者：真樹千惠子
最初的女主角角色，只出現於第1話至13話，緑川弘博士的女兒，曾在立花經營的餐廳兼職，同時就讀於城北大學文學院。當目睹父親遭到被暗殺時，誤將在場的本鄉誤認為是罪魁禍首，而當誤會在第二話中化解後則成為了本鄉的搭檔，不過她並但不知道本鄉是假面騎士1號的真實身份，似乎對於本鄉有著迷戀，後來在第13話前往了歐洲便未再登場。
- 野原博美

飾演者：島田陽子
配音：(香港麗的電視:黃小英)
出現在第 1、2、4-25 和 34話中。琉璃子在文學院的同學，因在立花經營的餐廳兼職而捲入事件，之後也在戰鬥中協助本鄉一臂之力，即使在本鄉和琉璃子離開後，他仍然留在賽車俱樂部與一文字合作。
- 史郎

飾演者：本田じょう
僅出現在第2話和第 4-15話，一個虛弱但善良的年輕人。
- 石倉五郎

飾演者：三浦康晴
出現在第 14-62 和 65話，在立花賽車俱樂部成立後，經常來到店面與眾人交流的頑皮少年。父母已經去世了。
他經常協助一文字調查案件，並提供相關的訊息來進行協助，似乎將本鄉、一文字、瀧、騎士女郎們視為兄弟姐妹，稱呼他們為哥哥”或“姐姐”，不過並不知道本鄉和一文字是騎士的身分。最後在第65話介紹直樹和滿到賽車俱樂部後便不再登場。
- 騎士女郎
- 少年假面騎士隊

## 本作登場假面騎士

### 假面骑士1號
變身者：本鄉猛（22歲，1948年（昭和23年）8月15日出生）
原文： / Masked Rider 1

#### 變身形態
| 形態名稱             | 簡介                                        | 外觀                                        | 能力 | 必殺技 |
| Original 舊1號       | 身高：180cm 體重：70kg 跳躍力：15.3m        | 全身以黑色、綠色、和紅色為主                | Ultrasensitive Antenna Cat's Eye Signal O Crusher Artificial Lungs Pulmonary Converter Power Converter Typhoon Artificial Muscle Jump Shoes | Rider Kick 原文： Lightning Rider Kick 原文： Rider Return Kick 原文： Rider Flash of Lightning Kick 原文： Rider Drop Kick 原文： Rider Screw Kick 原文： Rider Windmill Triple Kick 原文： Rider Point Kick 原文： Rider Moon's Surface Kick 原文： Rider Throw 原文： Rider Tailspin Shoot 原文： Rider Scissors 原文： Rider Chop 原文： Rider Flying Chop 原文： Rider Wheel 原文： Rider Punch 原文： Rider Head Crusher 原文： Rider Jump 原文： Rider Back Jump Rider Hammer 原文： Rider Crash 原文： Rider Knee Block 原文： Rider Screw Block 原文： Combined Techniques Rider Double Kick 原文： （w/ 假面騎士2號） Rider Triple Kick 原文： （w/ 假面騎士2號 & 假面騎士 V3） X Rider Super Five Kick 原文： （w/ 假面騎士2號、 假面騎士 V3、 騎士人 & 假面騎士 X） Rider Synchro （w/ 假面騎士） Rider Double Chop 原文： （w/ 假面騎士2號） |
| Sakurajima 1 櫻島1號 | 原文：                                      | 全身以黑色、綠色、和紅色為主                | Ultrasensitive Antenna Cat's Eye Signal O Crusher Artificial Lungs Pulmonary Converter Power Converter Typhoon Artificial Muscle Jump Shoes | Rider Kick 原文： Lightning Rider Kick 原文： Rider Return Kick 原文： Rider Flash of Lightning Kick 原文： Rider Drop Kick 原文： Rider Screw Kick 原文： Rider Windmill Triple Kick 原文： Rider Point Kick 原文： Rider Moon's Surface Kick 原文： Rider Throw 原文： Rider Tailspin Shoot 原文： Rider Scissors 原文： Rider Chop 原文： Rider Flying Chop 原文： Rider Wheel 原文： Rider Punch 原文： Rider Head Crusher 原文： Rider Jump 原文： Rider Back Jump Rider Hammer 原文： Rider Crash 原文： Rider Knee Block 原文： Rider Screw Block 原文： Combined Techniques Rider Double Kick 原文： （w/ 假面騎士2號） Rider Triple Kick 原文： （w/ 假面騎士2號 & 假面騎士 V3） X Rider Super Five Kick 原文： （w/ 假面騎士2號、 假面騎士 V3、 騎士人 & 假面騎士 X） Rider Synchro （w/ 假面騎士） Rider Double Chop 原文： （w/ 假面騎士2號） |
| New 1 新1號          | 原文： 技之1號                              | 全身以黑色、綠色、和紅色為主                | Ultrasensitive Antenna Cat's Eye Signal O Crusher Artificial Lungs Pulmonary Converter Power Converter Typhoon Artificial Muscle Jump Shoes | Rider Kick 原文： Lightning Rider Kick 原文： Rider Return Kick 原文： Rider Flash of Lightning Kick 原文： Rider Drop Kick 原文： Rider Screw Kick 原文： Rider Windmill Triple Kick 原文： Rider Point Kick 原文： Rider Moon's Surface Kick 原文： Rider Throw 原文： Rider Tailspin Shoot 原文： Rider Scissors 原文： Rider Chop 原文： Rider Flying Chop 原文： Rider Wheel 原文： Rider Punch 原文： Rider Head Crusher 原文： Rider Jump 原文： Rider Back Jump Rider Hammer 原文： Rider Crash 原文： Rider Knee Block 原文： Rider Screw Block 原文： Combined Techniques Rider Double Kick 原文： （w/ 假面騎士2號） Rider Triple Kick 原文： （w/ 假面騎士2號 & 假面騎士 V3） X Rider Super Five Kick 原文： （w/ 假面騎士2號、 假面騎士 V3、 騎士人 & 假面騎士 X） Rider Synchro （w/ 假面騎士） Rider Double Chop 原文： （w/ 假面騎士2號） |
| Power Up 1 強化1號   | 更多 ： 假面騎士1號 § 本作登場假面騎士/形態 | 更多 ： 假面騎士1號 § 本作登場假面騎士/形態 | 更多 ： 假面騎士1號 § 本作登場假面騎士/形態                                                                                                 | 更多 ： 假面騎士1號 § 本作登場假面騎士/形態 |

### 假面骑士2號
變身者：一文字隼人（21歲，1949年（昭和24年）10月10日出生）
原文： / Masked Rider 2

#### 變身形態
| 形態名稱                             | 簡介                                                        | 外觀                                                        | 能力 | 必殺技 |
| Original 舊2號                       | 身高：172cm 體重：65kg 跳躍力：15.3m                        | 全身以黑色、綠色、和紅色為主                                | Ultrasensitive Antenna Cat's Eye Signal O Crusher Artificial Lungs Pulmonary Converter Power Converter Typhoon Artificial Muscle Jump Shoes | Rider Kick 原文： Rider Kaiten Kick Rider Manji Kick Rider Punch 原文： Rider Chop原文： Rider Gaeshi Rider Ni-dan Gaeshi Rider Hoden Rider Double Kick 原文： （w/ 假面騎士1號） Rider Triple Kick 原文： （w/ 假面騎士1號 & 假面騎士 V3） Rider Super High Kick Rider Double Chop 原文： （w/ 假面騎士1號） Rider Synchro （w/ 假面騎士） |
| New 2 新2號                          | 原文： 力之2號                                              | 全身以黑色、綠色、和紅色為主                                | Ultrasensitive Antenna Cat's Eye Signal O Crusher Artificial Lungs Pulmonary Converter Power Converter Typhoon Artificial Muscle Jump Shoes | Rider Kick 原文： Rider Kaiten Kick Rider Manji Kick Rider Punch 原文： Rider Chop原文： Rider Gaeshi Rider Ni-dan Gaeshi Rider Hoden Rider Double Kick 原文： （w/ 假面騎士1號） Rider Triple Kick 原文： （w/ 假面騎士1號 & 假面騎士 V3） Rider Super High Kick Rider Double Chop 原文： （w/ 假面騎士1號） Rider Synchro （w/ 假面騎士） |
| Shocker Rider Number 12 修卡騎士12號 | 更多 ： 假面騎士：Missing Link § 本作限定登場假面騎士／形態 | 更多 ： 假面騎士：Missing Link § 本作限定登場假面騎士／形態 | 更多 ： 假面騎士：Missing Link § 本作限定登場假面騎士／形態                                                                                 | 更多 ： 假面騎士：Missing Link § 本作限定登場假面騎士／形態 |

## 本作登場其他戰士

### 修卡騎士1號
變身者：蓋爾修卡／修卡
原文： / Shocker Rider Number 1

#### 變身形態
| 騎士名稱 | 簡介 | 外觀     | 能力 | 必殺技 |
| 通常型態 |      | 黃色領巾 | Ultrasensitive Antenna Cat's Eye Signal O Crusher Artificial Lungs Pulmonary Converter Power Converter Typhoon Artificial Muscle Jump Shoes Voice Mimicry Micro Missile Launcher |        |

### 修卡騎士2號
變身者：蓋爾修卡／修卡
原文： / Shocker Rider Number 2

#### 變身形態
| 騎士名稱 | 簡介 | 外觀     | 能力 | 必殺技 |
| 通常型態 |      | 白色領巾 | Ultrasensitive Antenna Cat's Eye Signal O Crusher Artificial Lungs Pulmonary Converter Power Converter Typhoon Artificial Muscle Jump Shoes Voice Mimicry Micro Missile Launcher |        |

### 修卡騎士3號
變身者：蓋爾修卡／修卡
原文： / Shocker Rider Number 3

#### 變身形態
| 騎士名稱 | 簡介 | 外觀     | 能力 | 必殺技 |
| 通常型態 |      | 綠色領巾 | Ultrasensitive Antenna Cat's Eye Signal O Crusher Artificial Lungs Pulmonary Converter Power Converter Typhoon Artificial Muscle Jump Shoes Voice Mimicry Micro Missile Launcher |        |

### 修卡騎士4號
變身者：蓋爾修卡／修卡
原文： / Shocker Rider Number 4

#### 變身形態
| 騎士名稱 | 簡介 | 外觀     | 能力 | 必殺技 |
| 通常型態 |      | 青色領巾 | Ultrasensitive Antenna Cat's Eye Signal O Crusher Artificial Lungs Pulmonary Converter Power Converter Typhoon Artificial Muscle Jump Shoes Voice Mimicry Micro Missile Launcher |        |

### 修卡騎士5號
變身者：蓋爾修卡／修卡
原文： / Shocker Rider Number 5

#### 變身形態
| 騎士名稱 | 簡介 | 外觀     | 能力 | 必殺技 |
| 通常型態 |      | 紫色領巾 | Ultrasensitive Antenna Cat's Eye Signal O Crusher Artificial Lungs Pulmonary Converter Power Converter Typhoon Artificial Muscle Jump Shoes Voice Mimicry Micro Missile Launcher |        |

### 修卡騎士6號
變身者：蓋爾修卡／修卡
原文： / Shocker Rider Number 6

#### 變身形態
| 騎士名稱 | 簡介 | 外觀     | 能力 | 必殺技 |
| 通常型態 |      | 桃色領巾 | Ultrasensitive Antenna Cat's Eye Signal O Crusher Artificial Lungs Pulmonary Converter Power Converter Typhoon Artificial Muscle Jump Shoes Voice Mimicry Micro Missile Launcher |        |

## 輔助工具

### 變身腰帶
- Typhoon

### 交通工具
- 旋風號

## 本作登場怪人

### 修卡
修卡戰鬥員（Shocker Combatmen）
原文：
在最初期有分為領導階層的“赤戰鬥員”與最下等的“黑戰鬥員”，之後強化型戰鬥員上場後，赤戰鬥員就沒再出場過了。在第一話與第三話也出現了帶面具穿網襪的女戰鬥員。由於女戰鬥員都是設定為誘拐以及內部業務（爆）為主要任務，所以幾乎沒有出現戰鬥場面。修卡被擊毀之後，殘存的戰鬥員被蓋爾修卡虐殺殆盡。

#### 修卡怪人
| 日本原文名字 | 中文名字       | 融合物品                                      | 身高  | 體重      | 出場話數   | 能力簡介                                                                                 |
| ------------ | -------------- | --------------------------------------------- | ----- | --------- | ---------- | ---------------------------------------------------------------------------------------- |
|              | 蜘蛛男         |                                               | 198cm | 96kg      | 1, 13      | 擁有注入溶液的毒箭。                                                                     |
|              | 蝙蝠男         |                                               | 205cm | 115kg     | 2, 13      | 擁有飛行能力，超音波控制病毒感染者。                                                     |
|              | 蝎男           |                                               | 185cm | 94kg      | 3, 13      | 他用左手像剪刀的食人蝎。                                                                 |
|              | 捕蝇草怪人     |                                               | 230cm | 65kg      | 4, 13, 27  | 模仿瓶子草王的鞭子狀常春藤。                                                             |
|              | 螳螂男         |                                               | 175cm | 68kg      | 5, 13      | 左手鐮刀、鎖鐮、融化對手的飛鏢。                                                         |
|              | 死神变色龙     |                                               | 180cm | 89kg      | 6, 7, 13   | 透過改變身體顏色、攀爬垂直牆壁進行偽裝。                                                 |
|              | 蜂女           |                                               | 157cm | 46kg      | 8, 13      | 擁有一把軍刀，一根毒針，融化對手。                                                       |
|              | 眼镜蛇男       |                                               | 220cm | 125-127kg | 9，10, 13  | 他在地下移動，擁有可伸縮的右臂和附在嘴上的尖牙，之後被改造復活加入火焰從口中噴出的能力。 |
|              | 暴力秃鹰       |                                               | 152cm | 82kg      | 11, 13, 27 | 他在展翅飛行，身體強化的能力。                                                           |
|              | 守宫盖拉斯     |                                               | 178cm | 102kg     | 12, 13     | 他在攀爬垂直牆壁的攀爬力量，凝固液體將目標包裹在外殼中。                                 |
|              | 蜥蜴龙         |                                               | 190cm | 183kg     | 13         | 他用特殊的一擊，將岩石踢開。                                                             |
|              | 仙人掌龙       |                                               | 184cm | 72kg      | 14-15      | 他用右手發射爆炸子彈，仙人掌狀棍棒，仙人掌炸彈。                                         |
|              | 食人鯧扎乌鲁斯 | 食人鯧                                        | 207cm | 132kg     | 16-17      | 模仿撒旦假面，身體強壯，頭部噴出令人短時間死亡的毒氣，超級踢。                           |
|              | 海星危险者     |                                               | 192cm | 151kg     | 18         | 擁有飛行能力，身體比鋼鐵還要堅硬。                                                       |
|              | 蟹泡沫者       |                                               | 188cm | 98kg      | 19, 37     | 擁有溶解人類的氣泡，左手大剪刀。                                                         |
|              | 毒蛾恩达       |                                               | 230cm | 120kg     | 20-21      | 他在幼蟲時期從口腔釋放出易燃液體能力，成蟲時期擁有飛行能力，導彈從他的指尖發射。         |
|              | 亚马逊鱼人     |                                               | 190cm | 80kg      | 22         | 一種可以在水下自由移動並從指尖發射的導彈。                                               |
|              | 鼯鼠伊多尔     |                                               | 185cm | 68kg      | 23         | 擁有100米跳躍力，超高速滑行。                                                            |
|              | 蘑菇太平间     |                                               | 174cm | 65kg      | 24-25      | 他用毒蘑菇孢子從口中釋放。                                                               |
|              | 地狱闪电       |                                               | 214cm | 83kg      | 26         | 巨大的螞蟻地獄，瞬間產生沙雨。                                                           |
|              | 蜈蚣拉斯       |                                               | 187cm | 88kg      | 27, 37     | 擁有催眠電波，頭腦破壞電波，像手裡劍一樣的鉸接腿。                                       |
|              | 地鼠蓝克       |                                               | 172cm | 76kg      | 28, 37, 41 | 擁有360度視野的電眼，兩隻適合挖掘的手，堅固的身體。                                      |
|              | 水母达露       |                                               | 160cm | 58kg      | 29         | 他的右臂觸手，擁有5萬伏特電流。                                                          |
|              | 吸血三叶虫     | 復活三葉蟲實驗研究樣本                        | 126cm | 27kg      | 30         | 擁有吸血能力、隨意改變大小的身體、手裡劍般的鱗片。                                       |
|              | 蚂蚁加帕利     |                                               | 192cm | 99kg      | 31         | 他用細菌「亞馬遜詛咒」，強化身體。                                                       |
|              | 多克达立安     |                                               | 205cm | 71kg      | 32         | 他用融化並吸收人類並發出強制催眠音波的花朵。                                             |
|              | 穿山甲龙       |                                               | 196cm | 100kg     | 33, 37, 41 | 擁有子彈頭螺絲球，身體強壯（腹部除外）。                                                 |
|              | 蛤蟆杀手       |                                               | 196cm | 88kg      | 34         | 擁有紅色神經毒氣，鎖鐮。                                                                 |
|              | 蚂蚁基梅帝斯   |                                               | 189cm | 72kg      | 35         | 他用甲酸，指揮控制大量殺人螞蟻。                                                         |
|              | 耶吉布达斯     |                                               | 180cm | 85kg      | 36         | 他會用火焰從口中噴出攻擊目標，講著古埃及語。                                             |
|              | 兜鸟           |                                               | 182cm | 67kg      | 37         | 他用溶液從口中噴出，藤蔓長在右臂上。                                                     |
|              | 艾金克         |                                               | 195cm | 90kg      | 38         | 他在體內可以發射100萬伏雷電的電流，具有飛行能力。                                        |
|              | 狼男           |                                               | 165cm | 80kg      | 39         | 優秀的運動神經，可以從手臂發射子彈。                                                     |
|              | 雪男           |                                               | 169cm | 68kg      | 40         | 他用超強力量，操控岩漿。                                                                 |
|              | 高斯达         | 熔岩                                          | 198cm | 232kg     | 41         | 他會能夠承受高熱溫度的身體和從口中噴出的火焰炸彈。                                       |
|              | 苍蝇男         |                                               | 176cm | 65kg      | 42         | 他在操縱人的聲波與爆炸氣泡。                                                             |
|              | 布拉诺顿       |                                               | 210cm | 85kg      | 43         | 擁有迫使你服從命令的聲波、翅膀上的陣風、嘴裡的子彈。                                     |
|              | 卡比顿加       |                                               | 180cm | 60kg      | 44         | 他用謀殺模具的能力。                                                                     |
|              | 蛞蝓怪人       |                                               | 156cm | 54kg      | 45         | 他用液體從口中噴出攻擊目標。                                                             |
|              | 贝尔肯加       |                                               | 170cm | 65kg      | 46         | 他的右手利爪，左手鋼爪。                                                                 |
|              | 特多基拉       |                                               | 195cm | 80kg      | 47         | 擁有零下300℃的冷凍槽。                                                                   |
|              | 希尔盖利拉     |                                               | 165cm | 60kg      | 48         | 他的左手用吸盤，右手用鞭子吸血。                                                         |
|              | 海葵           |                                               | 186cm | 81kg      | 49         | 他會產生風速100米的龍捲風，將人類吸進去。                                                |
|              | 岩石龟         |                                               | 210cm | 90kg      | 50         | 他用極光從右手發出光芒，奪取視力。                                                       |
|              | 尤尼克诺斯     | 獨角獸化石的粉末血液                          | 190cm | 93kg      | 51         | 他會使生物變化石化的噴霧和瞬移的能力。                                                   |
|              | 基尔乌鸦       |                                               | 176cm | 69kg      | 52         | 擁有一種使人類變得暴力並使改造人的功能癱瘓的氣體。                                       |
|              | 豹男           |                                               | 192cm | 87kg      | 53, 66     | 他會用心靈感應控制動物。                                                                 |
|              | 海蛇男         |                                               | 189cm | 74kg      | 54         | 擁有反射幻象的光和融化人類的煙霧。                                                       |
|              | 蟑螂男         |                                               | 155cm | 58kg      | 55         | 他會從口中吐出使人體老化的細菌。                                                         |
|              | 基里拉         |                                               | 187cm | 69kg      | 56         | 他用毒鱗毒箭從口中噴出。                                                                 |
|              | 多克蒙多       |                                               | 168cm | 62kg      | 57         | 他能夠在地下移動，並控制從嘴裡像蛛絲一樣出來的線。                                       |
|              | 毒蜥蜴男       |                                               | 170cm | 60kg      | 58, 66     | 他的嘴裡流出紅色腐蝕性液體，舌頭像鞭子一樣伸出襲擊。                                     |
|              | 蚯蚓男         |                                               | 170cm | 50kg      | 59         | 他擁有抗核輻射能力，束縛對手的圈環。                                                     |
|              | 猫头鹰男       |                                               | 170cm | 60kg      | 60         | 他的眼睛發射致命X射線，擁有高速飛行能力。                                                |
|              | 鲶鱼杀手       |                                               | 165cm | 65kg      | 61         | 他的觸鬚釋放出10萬伏特的電流攻擊。                                                       |
|              | 针鼬涅斯拉斯   |                                               | 175cm | 70kg      | 62, 66     | 他擁有白骨化針和爆炸針的能力。                                                           |
|              | 暴力犀牛       |                                               | 173cm | 76kg      | 63, 66     | 他的皮膚比鋼鐵堅硬數十倍，嘴裡噴出火焰，還有令人目眩的炸彈。                             |
|              | 赛敏加         |                                               | 173cm | 85kg      | 64         | 他會利用聲波摧毀物體，吸收人體體液。                                                     |
|              | 甲虫洛古       |                                               | 198cm | 77kg      | 65         | 他會使用操縱性麻醉藥能力。                                                               |
|              | 天牛小子       |                                               | 205cm | 71kg      | 66         | 他會使用目標麻痺的白色氣體、左手的鋒利剪刀以及從他的角發出的光線。                       |
|              | 鲨鱼怪人       |                                               | 185cm | 91kg      | 67         | 他能切開任何物體的利刃，能從嘴裡吐出的高溫火焰，鼻尖上能壓碎任何東西的鑽頭。             |
|              | 乌贼恶魔       |                                               | 205cm | 75kg      | 68         | 他會它可以降下隕石，有著鞭子般的觸手，還能從嘴裡噴出墨水。                               |
|              | 杀手蟋蟀       |                                               | 189cm | 78kg      | 69         | 他會用爪子控制被刺的人，並從額頭發射致命的聲波。                                         |
|              | 电气萤火虫     |                                               | 188cm | 75kg      | 70         | 他會使用螢火蟲、高壓火球進行催眠。                                                       |
|              | 亚布哥梅斯     |                                               | 192cm | 99kg      | 71         | 他的嘴裡含著毒針，手尖射出子彈，擁有變身能力。                                           |
|              | 摩斯基拉斯     |                                               | 185cm | 82kg      | 72         | 他能吸出人類所有體液的嘴，擁有飛翔能力，還有變身能力。                                   |
|              | 砂蟹怪人       |                                               | 187cm | 86kg      | 72-73      | 他的嘴裡冒出可燃氣泡，左手拿著大剪刀，能在水下移動。                                     |
|              | 史勒古拉斯     |                                               | 183cm | 84kg      | 74         | 他的左手拿著吸血針，控制吸血人類，從嘴裡吐出紅色溶解液體。                               |
|              | 玫瑰兰卡       |                                               | 195cm | 76kg      | 75         | 他會用玫瑰手裡劍、玫瑰刺、控制被玫瑰刺傷的人的能力與變身能力。                           |
|              | 海龙一世       |                                               | 177cm | 90kg      | 76         | 他的右手邊是鞭狀天線，高壓電流通過其中，左手邊是剪刀。                                   |
|              | 海龙二世       |                                               | 177cm | 90kg      | 76         | 他的右手上有鞭狀觸角，帶有高壓電，左手上有尖刺，具有變身和潛水能力。                     |
|              | 海龙三世       |                                               | 177cm | 90kg      | 76         | 他的右手邊是一根鞭狀天線，壓力電流從中流過，左手邊是三叉剪刀。                           |
|              | 伊摩利盖斯     |                                               | 192cm | 87kg      | 77         | 他它會變成紅色的液體在水下移動，伸出長長的舌頭，溶解的液體從舌尖流出。                   |
|              | 海胆毒魔       |                                               | 176cm | 87kg      | 78         | 他的左手有剪刀，教條之火，擁有變身能力。                                                 |
|              | 响尾蛇怪人     |                                               | 192cm | 95kg      | 79         | 他的充滿毒液的尖牙，右手拿著鞭子，並且能夠穿過沙子。                                     |
|              |                | 更多 ： 假面騎士對修卡 § 本作登場怪人         |       |           |            |                                                                                          |
|              |                | 更多 ： 假面騎士對地獄大使 § 本作登場怪人     |       |           |            |                                                                                          |
|              |                | 更多 ： 超人力霸王 VS 假面騎士 § 本作登場怪人 |       |           |            |                                                                                          |

#### 修卡幹部
- 佐魯大佐（Colonel Zol）

原文：
CV：宮口二郎
怪人身份：狼男
第26話登場，由修卡於中近東支部派至日本的大幹部。前身為納粹德國的士官，納粹黨黨員、經常指責戰鬥員服裝不整齊的軍人性格。自己組常進行變裝搞亂敵方。利用洗腦的小孩進行作戰。擅長於謀略作戰、亦不時進行大規模破壊作戦。為使人類人狼化使用病毒的狼作戰失敗而使中堅幹部全滅，以狼男怪人的身份與假面騎士2號決戰，結果中了假面騎士拳而敗北爆死。
- 死神博士（Doctor Shinigami）

原文：
CV：天本英世
怪人身份：烏賊惡魔
第40話登場，由修卡瑞士支部到日本上任，前身為在納粹德國研究器官移植的科學家。在歐洲各地的餘下的指揮官中製造怪人被推舉。
- 地獄大使（Ambassador Hell）

原文：
CV：潮健児
怪人身份：響尾蛇怪人
地獄大使化身為響尾蛇怪人，於第79話戰死於新1號的骑士踢之下。

#### 修卡組織相關及被利用的人物
- 修卡組織科學家人員

- 蝙蝠男人類形態

怪人身份：蝙蝠男
- 早瀨五郎

怪人身份：蠍男
- 綾小路律子

- 柴田

- 野本健

- 草鹿昇

- 穿著禮服之男

- 無期徒刑囚犯第13號

- 佐魯大佐的部下

- 井崎

- 伊上

- 加納修

- 山崎秀夫

- 山崎英子

- 黑衣之男

- 黑木

- 謎之男

- 漁夫(第62話)

- 熊木

- 怪憎

- 伊藤達也

### 蓋爾修卡
蓋爾修卡戰鬥員（Gel-Shocker Combatmen）
原文：
與修卡戰鬥員不同，他們穿著藍、紅、黃等鮮豔顏色的製服。戰力比修卡戰鬥員更高一級了，甚至有書上記載「有與初期修卡怪人匹敵的能力」。直接接受怪人指揮，沒有領導及戰鬥員的存在。為預防叛變所以開發了一種名為「蓋爾巴（ゲルパー薬）」的藥劑，若是超過三小時沒有飲用，戰鬥員會從身體中冒出火焰而被燒死。

#### 蓋爾修卡怪人
| 日本原文名字 | 中文名字     | 融合物品 | 身高  | 體重  | 出場話數 | 能力簡介                                                                                         |
| ------------ | ------------ | -------- | ----- | ----- | -------- | ------------------------------------------------------------------------------------------------ |
|              | 蟹蝙蝠       |          | 174cm | 65kg  | 78-80    | 他的嘴裡噴出融化粉末，左手拿出類似蟹鉗的武器，擁有飛行能力。                                     |
|              | 蝎子蜥蜴     |          | 185cm | 92kg  | 81       | 他會缺氧氣體從口中吐出，擁有對敵雙重打擊及變身能力。                                             |
|              | 水母狼       |          | 178cm | 53kg  | 82       | 他用十萬伏特放電流攻擊，右手鞭狀，左手觸手鞭狀，擁有附身能力。                                   |
|              | 野猪甲虫     |          | 190cm | 105kg | 83       | 他的鼻子出狂氣，井之頭屁股角鑿及刺輪。                                                           |
|              | 海葵豹       |          | 190cm | 75kg  | 84       | 他會可以咬碎岩石的尖銳牙齒、可以融化人類的毒水、觸手隱藏、觸手夾持。                             |
|              | 鳝鱼龟       |          | 192cm | 99kg  | 85       | 他用致命霧霾會讓人瞬間骨瘦如柴、頭脫落、身體撞成碎片。                                           |
|              | 鹫螳螂       |          | 195cm | 90kg  | 86       | 他用白色泡沫使目標變硬成化石，左手上有鐮刀狀的刀片，羽毛導彈。                                   |
|              | 蜘蛛狮子     |          | 198cm | 59kg  | 87       | 他的嘴裡吐出蛛絲，擁有瞬間移動的能力。                                                           |
|              | 猫壁虎       |          | 185cm | 65kg  | 88       | 他在能夠在黑貓、貓火、壁虎吸盤的圖片之間移動。                                                   |
|              | 金丝雀眼镜蛇 |          | 175cm | 62kg  | 89       | 他會令人頭腦混亂的機械聲音、眼鏡蛇手以及變身為金絲雀的能力。                                     |
|              | 老鼠鹰       |          | 203cm | 97kg  | 89-90    | 他擁有特殊瘟疫菌，雙手帶刀刃，飛行能力，變身為老鼠的能力，強化改造後擁有新型瘟疫細菌，頭上有喙。 |
|              | 蜈蚣虎       |          | 175cm | 97kg  | 91       | 他擁有催眠能力，右手拿著剪刀，蜈蚣拳，口中噴出火焰。                                             |
|              | 捕蝇草蜜蜂   |          | 166cm | 51kg  | 92-93    | 他擁有能溶解人類的「捕蠅液」、右手上的毒刺，以及變身為植物的能力。                               |
|              | 黄貂鱼飞蛾   |          | 158cm | 50kg  | 93-94    | 他擁有讓人沉睡的毒粉、右手拿著長矛、還有自我催眠的能力                                           |
|              | 蛞蝓香菇     |          | 167cm | 52kg  | 93-94    | 他會將身體變成凝膠，擁有能力。                                                                   |
|              | 乌鸦公牛     |          | 175cm | 65kg  | 95       | 他擁有惡魔之霧、惡魔之爪、爪子飛彈、角鑿、飛行能力。                                             |
|              | 仙人掌蝙蝠   |          | 195cm | 85kg  | 96       | 他用特殊仙人掌萃取物，可將人類變成仙人掌，具有變身為仙人掌的能力。                               |
|              | 水蛭变色龙   |          | 193cm | 79kg  | 97-98    | 他擁有吸血、偽裝和變形能力。                                                                     |

#### 蓋爾修卡幹部
- 黑將軍（General Black）

原文：
CV：丹羽又三郎
怪人身份：水蛭變色龍怪人
修卡與蓋爾修卡的大幹部，在之後的假面騎士 V3的第27、28話中做為特別來賓而復活。

### 修卡大首領（Great Leader of Shocker）
原文：
修卡的首領是一個不知名的人物，與各國支部通訊是依靠基地中組織紋章，通訊時鷹中心的寶石會閃爍。首領是一個秘密人物，但亦同德國的納粹黨有密切的關係，被認為由納粹黨的餘黨組織而成。在第七集，首領與一個納粹黨的博士（像是老朋友）追尋希特勒（故事中以“那個政治強人”影射之）的寶藏。
最後首領的真身不明，在最終回的決戰在無數毒蛇的頭部下的獨眼怪人，並沒有直接對決而自爆，在假面騎士 V3，首領結果組成迪斯特龍，在假面騎士強人中，岩石大首領體內的獨眼宇宙生物自稱成歷代邪惡組織背後的首領。

## 播放列表
1971-1972	假面騎士	
仮面ライダー	MASKED RIDER	
1971年（昭和46）4月3日-1973年（昭和48）2月10日，全98話。	
放送日	
1971年
4月3日	1	怪奇蜘蛛男	
（蜘蛛男）（声 - 槐柳二）
4月10日	2	恐怖蝙蝠男	
人間蝙蝠（蝙蝠男）（人間体 - 佐野房信 / 声 - 峰恵研）
4月17日	3	怪人さそり男	（蝎男）
（さそり人間）（人間体 - 渚健二 / 声 - 池水通洋）
4月24日	4	人喰いサラセニアン（食人瓶草怪）
サラセニア人間（声 - 梶哲也）
5月1日	5	怪人かまきり男（蟷螂男）
かまきり男（声 - 辻村真人）
5月8日	6	死神カメレオン（變色龍）
カメレオン男（声 - 沢りつお）
5月15日	7	死神カメレオン 決斗! 
5月22日	8	怪異! 蜂女	
（蜂女）（演 - 岩本良子 / 声 - 沼波輝枝）
5月29日	9	恐怖コブラ男	（蛇男）
コブラ男（声 - 水島晋）
6月5日	10	よみがえるコブラ男	
（改造コブラ男）

## 其他相關媒體

### 劇場版
- 假面騎士　（1971年7月18日上映）
- 假面騎士對修卡　（1972年3月18日上映）
- 假面騎士對地獄大使　（1972年7月16日上映）
- 《假面騎士 THE FIRST》（2005年11月5日上映）
- 《假面騎士 THE NEXT》（2007年10月27日上映）
- 《平成騎士對昭和騎士 假面騎士大戰 feat.超級戰隊》(2014年3月29日上映)
- 《假面騎士1號》(2016年3月26日上映)
- 《假面騎士聖刃 + 機界戰隊全界者 超級英雄戰記》（2021年7月22日上映）
- 《新.假面騎士》(預定於2023年3月上映、由庵野秀明編劇和執導)

#### 台灣
在1971年（民國60年）間，由於中華民國與日斷交，政府對於日本電影禁止輸入，於是向日本合作並借用道具拍攝（但合作途徑不明），也有日方工作人員來台協助，並由台灣演員演出替換版本《閃電騎士》系列，共計三部，為假面騎士相關影片最早在台出現的作品。但據稱這三部電影的拍攝實際上並未獲得東映高層同意，至今東映的官方資料，仍未將此三部電影列入正規作品中。但三部電影中直接與本作（1號、2號騎士）相關的，僅有《閃電騎士大戰地獄軍團》。

## 樂曲
本片的主題歌相當暢銷。特別是藤浩一（即後來的子門真人）版的「レッツゴー!! ライダーキック」大受好評，90萬張的銷量為1972年日本哥倫比亞公司單曲銷售第3名（榜首為ぴんからトリオ的「女のみち」400萬張、第2名為千秋直美的「喝采」130萬張＝數據均為官方宣稱），可說是當時日本電視劇主題歌單曲的最大暢銷曲。對於當時經營狀況陷入惡化的日本哥倫比亞公司來說、這3張暢銷單曲無疑成了救命仙丹，讓公司營運起得以起死回生。

### 片頭曲
- 初代：「レッツゴー!!ライダーキック」（第1～13話）

作詞：石森章太郎　作曲・編曲：菊池俊輔　歌：藤岡弘、メール・ハーモニー
- 2代目：「レッツゴー!!ライダーキック」 （第14～88話）

作詞：石森章太郎　作曲・編曲：菊池俊輔　歌：藤浩一、メール・ハーモニー
雖然藤浩一版本於本片中較晚使用，但實際的錄音時間（1971年2月16日）則是早於藤岡弘版本（1971年2月22日）。
- 3代目：「ライダーアクション」（第89～98話）

作詞：石森章太郎　作曲・編曲：菊池俊輔　歌：子門真人

### 片尾曲
- 初代：「仮面ライダーのうた」（第1～71話）

作詞：八手三郎　作曲・編曲：菊池俊輔　歌：藤浩一、メール・ハーモニー
- 2代目：「ライダーアクション」（第71～88話）

作詞：石森章太郎　作曲・編曲：菊池俊輔　歌：子門真人
- 3代目：「ロンリー仮面ライダー」（第89～98話）

作詞：田中守（平山亨）　作曲・編曲：菊池俊輔　歌：子門真人

## 皮套演出
- 舊1號：藤弘、田勝、中屋敷鉄也、甘利健二 等
- 舊2號：中村文弥、岡田勝、飯塚実、佐佐木剛（第14、15、25集的一部份）、中屋敷鉄也（第46集）
- 新1號：大杉雄太郎（第66～96集）、中屋敷鉄也（第53～65、97、98集） 等
- 新2號：千代田恵介（第72、73集）、岡田勝（第72集部份場景）、大杉雄太郎（第93、94集）、中屋敷鉄也（第93、94集）、河原崎洋夫（第98集）
- 怪人：田勝、佐野房信、中村文弥、岩本良子（蜂女）、大杉雄太郎、甘利健二、石丸強志、瀬島達佳、大久保利雅、新堀和男、滑川広志 等

## 製作人員
- 原作：石森章太郎
- 製作人：平山亨‧阿部征司
- 音樂：菊池俊輔
- 編劇：伊上勝‧市川森一‧島田真之‧滝沢真理‧山崎久‧長石多可男‧塚田正煕‧鈴木生朗‧大野武雄‧長谷川公之‧石森史郎‧平山公夫‧山田稔‧桶谷五郎‧丸山文櫻
- 導演：石森章太郎‧竹本弘一‧折田至‧北村秀敏‧山田稔‧内田一作‧田口勝彦‧塚田正煕‧奥中惇夫

## 外部連結
- （中文）东映京都电影城 （页面存档备份，存于）
- （中文）假面騎士女主角大全